# بوشلبرگ
بوشلبرگ (به آلمانی: Büchlberg) یک شهر در آلمان است که در بایرن واقع شده‌است.

## خصوصیات
بوشلبرگ ۲۸٫۱۳ کیلومترمربع مساحت دارد ۴۹۰ متر بالاتر از سطح دریا واقع شده‌است.